# Laphria ephippium
Laphria ephippium là một loài ruồi trong họ Asilidae. Laphria ephippium được Fabricius miêu tả năm 1781.